# Žlebské Chvalovice
Pour les articles homonymes, voir Chvalovice.
Žlebské Chvalovice (en allemand : Schleber Chwalowitz) est une commune du district de Chrudim, dans la région de Pardubice, en République tchèque. Sa population s'élevait à 137 habitants en 2022.

## Géographie
Žlebské Chvalovice se trouve à 3 km à l'est du centre de Ronov nad Doubravou, à 18 km à l'ouest-sud-ouest de Chrudim, à 23 km au sud-ouest de Pardubice et à 84 km à l'est-sud-est de Prague.

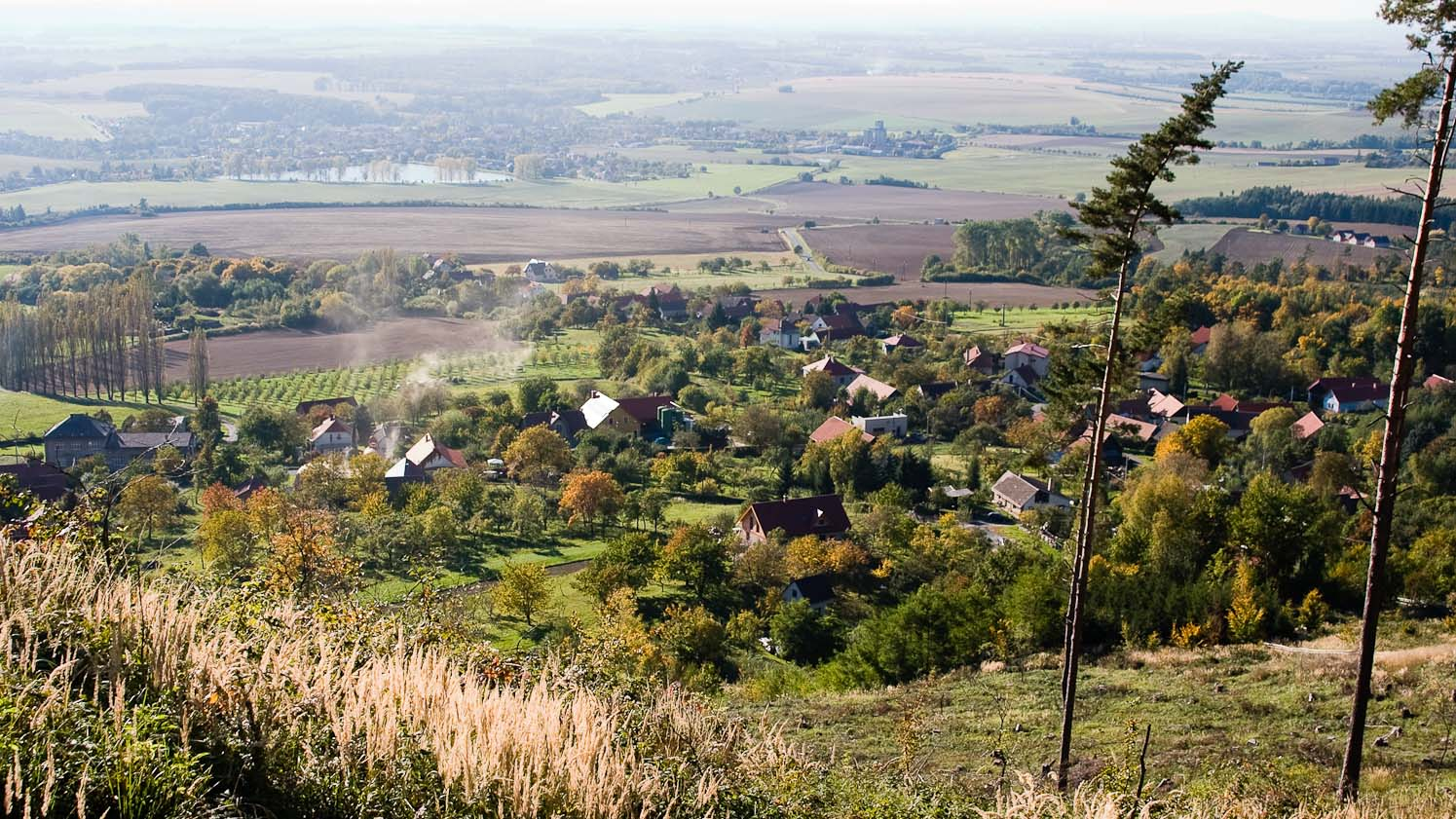
Žlebské Chvalovice : vue générale.

La commune est limitée par Bousov et Lipovec au nord, par Míčov-Sušice à l'est, par Třemošnice au sud, et par Ronov nad Doubravou à l'ouest.

## Histoire
La première mention écrite de la localité date de 1391.

## Administration
La commune se compose de deux sections :
- Žlebské Chvalovice
- Žlebská Lhotka

## Transports
Par la route, Žlebské Chvalovice se trouve à 3 km de Ronov nad Doubravou, à 16 km de Čáslav, à 30 km de Chrudim, à 41 km de Pardubice et à 109 km de Prague. 